# آتش‌سوزی بزرگ شیکاگو
آتش سوزی بزرگ شهر شیکاگو (به انگلیسی: Great Chicago Fire) از یکشنبه شب ۸ اکتبر تا اوایل سه شنبه ۱۰ اکتبر ۱۸۷۱ اتفاق افتاد. در این آتش سوزی تقریباً ۳۰۰ نفر کشته و ۹ کیلومتر مربع از شهر شیکاگو به شدت ویران شد. در این واقعه بیش از ۱۰۰ هزار نفر از ساکنان شهر، بی خانمان شدند.
گویا این آتش سوزی حدوداً در ساعت ۹ شب هشتم اکتبر، در محدودهٔ یک طویله کوچک که متعلق به خانواده اُلری بود، آغاز شد.